# Pfarrkirche Gaisberg (Friesach)

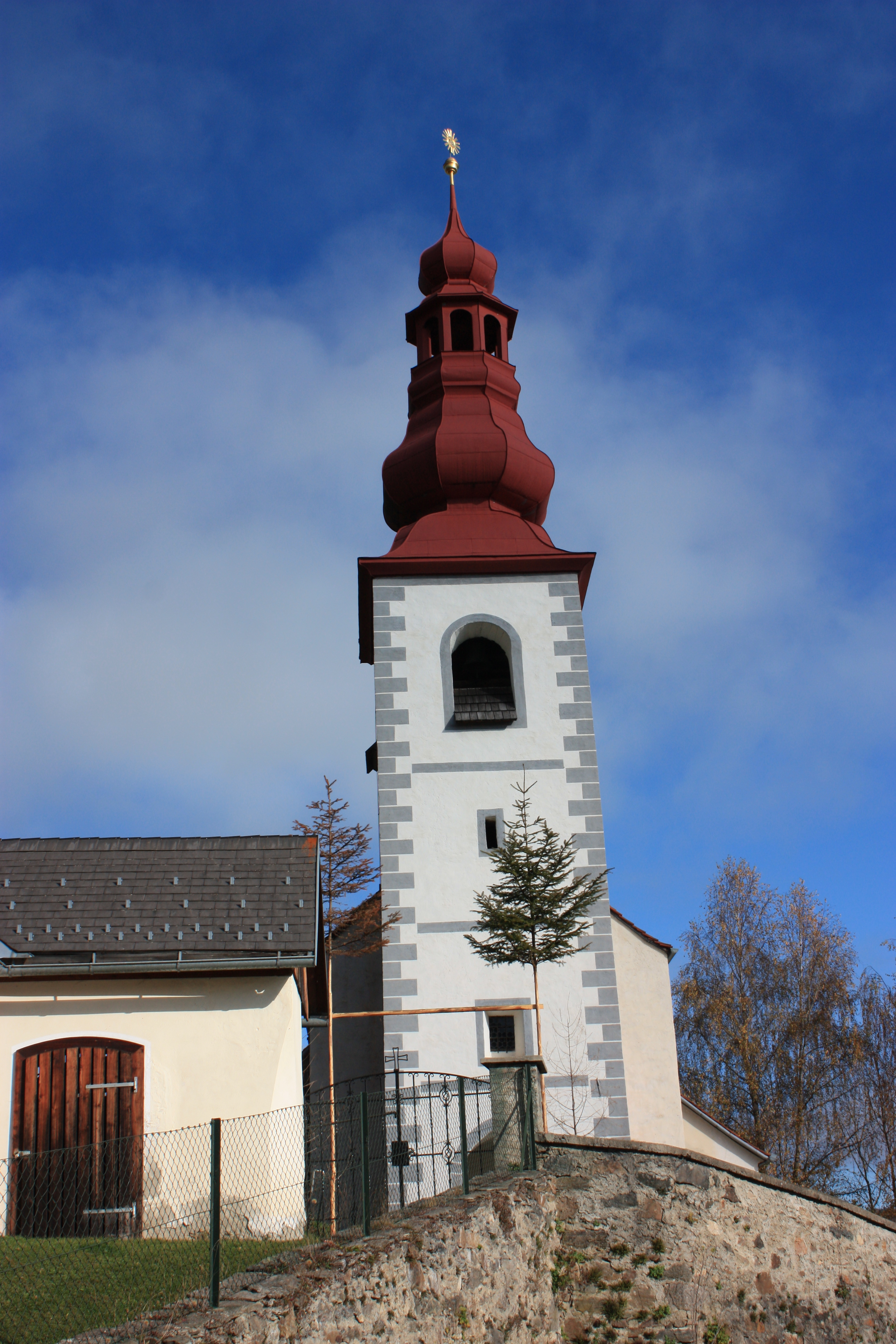

Die römisch-katholische Pfarrkirche Gaisberg in der Gemeinde Friesach ist dem heiligen Georg geweiht. Die Kirche wurde 1283 erstmals urkundlich genannt. Bis 1939 war Gaisberg dem Kollegiatkapitel St. Barthlmä in Friesach inkorporiert.

## Baubeschreibung

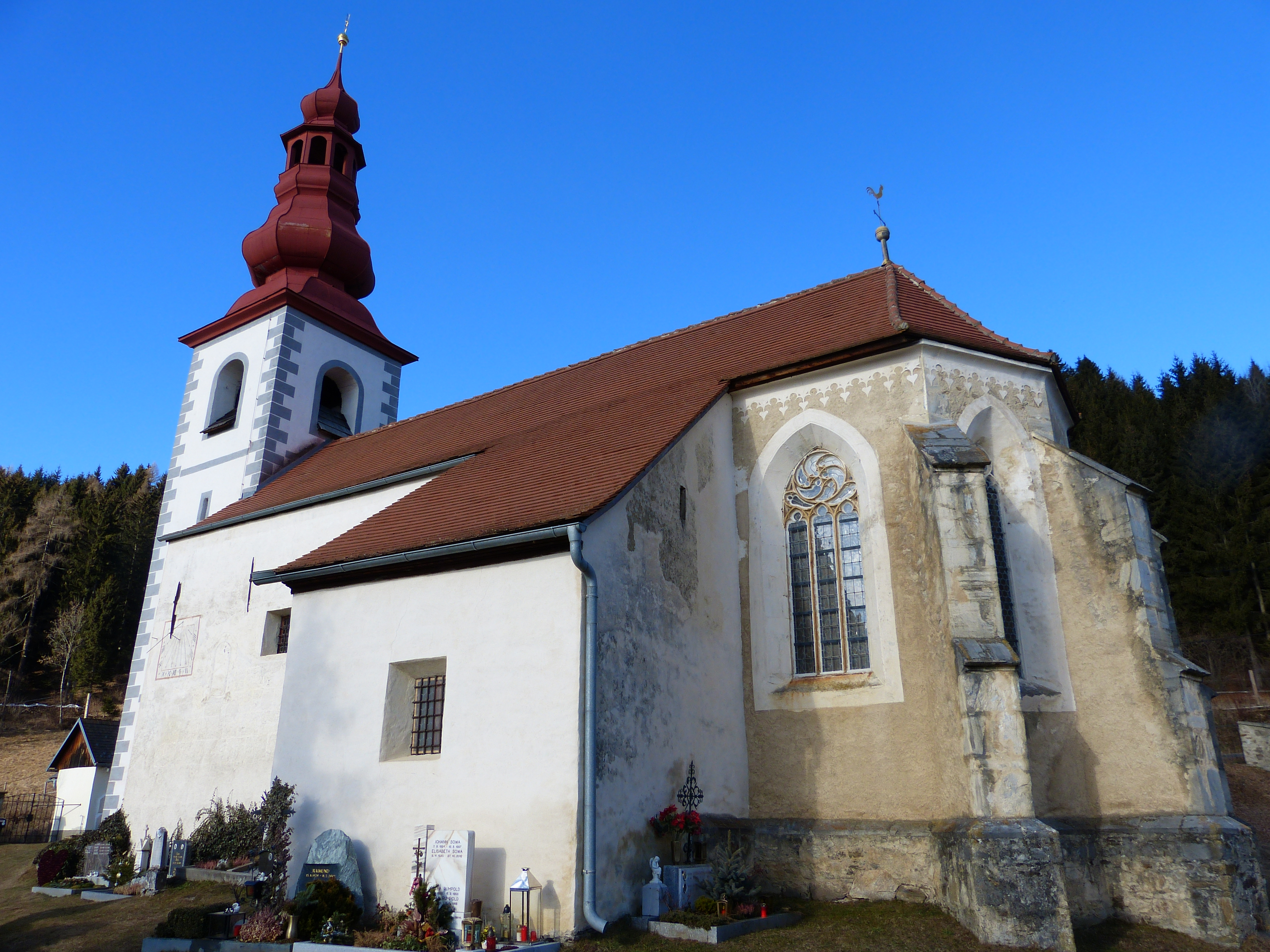

Von dem ursprünglichen, romanischen Kirchenbau sind die Langhausmauern, zwei Fenster in der Südwand sowie das quadratische Chorjoch erhalten. Drei Fenster wurden vermauert. Der von zweistufigen Strebepfeilern gestützte Chor mit Fünfachtelschluss wurde im frühen 15. Jahrhundert errichtet. An der Nordseite des Chores ist eine kreuzgratgewölbte, gotische, an der Südseite eine barocke Sakristei angebaut. Der um 1450 errichtete Westturm wird von einer barocken Zwiebelhaube mit Laterne bekrönt. In der Glockenstube hängen eine 1515 von Peter Pfinzing gegossene und eine mit 1520 bezeichnete Glocke.
Über dem Langhaus erhebt sich ein barockes Muldengewölbe. Ein rundbogiger Triumphbogen verbindet das Langhaus mit dem Chor. Im Chor ruht ein spätgotisches Sternrippengewölbe auf kurzen Konsoldiensten. Die Kapitelle und die Schlusssteine sind skulptiert ausgeführt: unter anderem das Christushaupt, das Lamm Gottes und die Evangelistensymbole. Das profilierte Spitzbogenportal zur Sakristei besitzt eine Tür mit Bandbeschlag. Im Chor befinden sich eine spätgotische Lavabonische und eine Sakramentsnische mit dem Relief des Schmerzensmanns im Tympanon aus dem frühen 15. Jahrhundert.
In den dreibahnigen Maßwerkfenstern im Chor sind 18 Scheiben mit Glasmalereien erhalten von 1420/1430 . Dargestellt sind die zwölf Apostel, der heilige Georg, der Gnadenstuhl und eine Madonna sowie dekorative Füllung im Maßwerk.
An der Chornordwand sind Fresken eines stark verblassten Dreikönigszugs aus dem frühen 15. Jahrhundert und die Mannalese aus der zweiten Hälfte des 16. Jahrhunderts zu sehen.

## Einrichtung
Der um 1680 gefertigte Hochaltar ist mit einem Altarbild des heiligen Georg vom Anfang des 20. Jahrhunderts ausgestattet. An den seitlichen Wangen sind die um 1520 entstandenen, spätgotischen Relieffiguren der Heiligen Wolfgang und Ulrich angebracht.
Der linke Seitenaltar stammt aus der Mitte des 18. Jahrhunderts und wurde mit einem neuen Bild des heiligen Georg versehen. Im Aufsatz steht die Statue des Antonius von Padua.
Von einem um 1500 errichteten, spätgotischen Altar sind ein Schreinrelief des heiligen Martin und eine gemalte Predella mit einem Schmerzensmann, Maria und Johannes erhalten.
Die klassizistische Orgel mit einem zweiteiligen Gehäuse wurde um 1840/1850 gebaut.
Zur weiteren Ausstattung der Kirche zählen eine spätgotische Marienfigur einer Kreuzigungsgruppe, ein Prozessionsstandbild einer thronenden Madonna aus der Mitte des 18. Jahrhunderts und ein Taufstein von 1512.